# داينستي واريورز 4
داينستي واريورز 4 (بالإنجليزية: Dynasty Warriors 4)‏ هي لعبة فيديو من نوع تقطيع وذبح، صدرت في 27 فبراير 2003 في اليابان، وهي متوفرة على أجهزة بلاي ستيشن 3 وبلاي ستيشن 2 ومايكروسوفت ويندوز وإكس بوكس. اللعبة من تطوير تيكمو كوي ومن نشر كويي.